# 若鶴町
若鶴町（わかづるちょう）は、愛知県名古屋市北区の地名。丁番を持たない単独町名である。住居表示未実施。

## 地理
名古屋市北区の北部に位置する。東は池花町、西は丸新町、南は五反田町、北は如意・如来町に接する。町域南部を国道302号（名古屋第二環状自動車道・JR東海交通事業城北線）が東西に通過する。

## 歴史

### 沿革
- 1978年（昭和53年）8月27日 - 楠町大字如意の一部（字元屋敷・井守・若鶴の全部と字池下・古庵・西浦・神田・高坪・洗ノ浞・桟敷・坊地・生棚の各一部）により成立[1]。

## 世帯数と人口
2019年（平成31年）1月1日現在の世帯数と人口は以下の通りである。
| 町丁   | 世帯数  | 人口    |
| ------ | ------- | ------- |
| 若鶴町 | 471世帯 | 1,059人 |

### 人口の変遷
国勢調査による人口および世帯数の推移。
| 1995年（平成7年）  | 251世帯 774人  |  |
| 2000年（平成12年） | 337世帯 997人  |  |
| 2005年（平成17年） | 351世帯 963人  |  |
| 2010年（平成22年） | 374世帯 1017人 |  |
| 2015年（平成27年） | 407世帯 1048人 |  |

## 学区
市立小・中学校に通う場合、学校等は以下の通りとなる。また、公立高等学校に通う場合の学区は以下の通りとなる。
| 番・番地等 | 小学校             | 中学校             | 高等学校 |
| ---------- | ------------------ | ------------------ | -------- |
| 全域       | 名古屋市立楠小学校 | 名古屋市立楠中学校 | 尾張学区 |

## 施設
- 楠公園
  - 楠プール
  - 楠コミュニティセンター

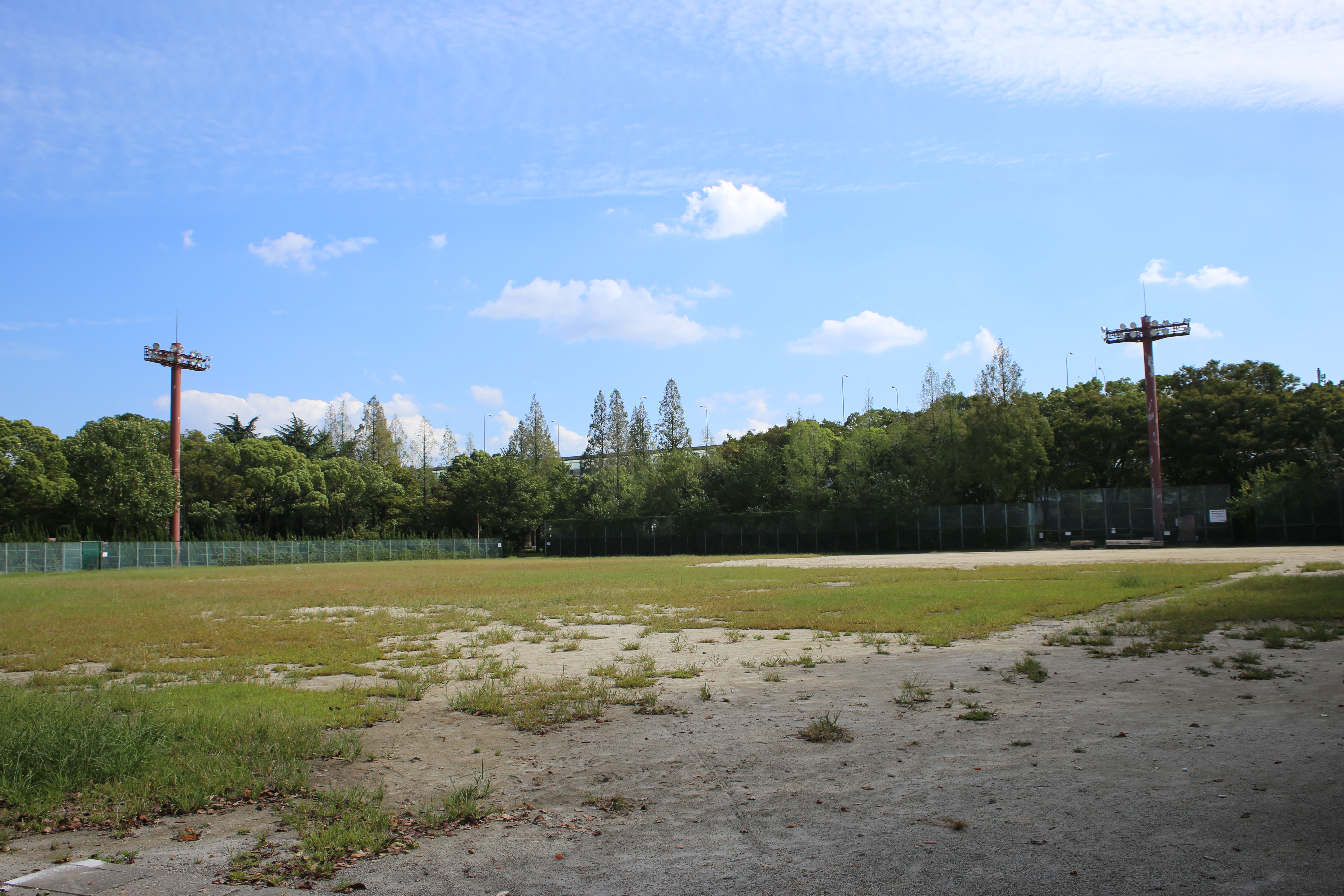
楠公園（2018年10月）

## 交通

### 鉄道
- JR東海交通事業城北線 - 駅はない。

### 道路
- 国道302号（名古屋環状2号線）
- 名古屋第二環状自動車道 - 出入口はない。

## その他

### 日本郵便
- 郵便番号 : 462-0006[WEB 3]（集配局：名古屋北郵便局[WEB 13]）。

### WEB
1. 1 2  “愛知県名古屋市北区の町丁・字一覧”.   人口統計ラボ. 2017年10月7日閲覧。
2. 1 2  “町・丁目(大字)別、年齢(10歳階級)別公簿人口(全市・区別)”.   名古屋市 (2019年1月23日). 2019年1月23日閲覧。
3. 1 2  “郵便番号”.  日本郵便. 2019年1月6日閲覧。
4. ↑  “市外局番の一覧”.   総務省. 2019年1月6日閲覧。
5. ↑  名古屋市役所市民経済局地域振興部住民課町名表示係 (2015年10月21日). “北区の町名一覧”.   名古屋市. 2017年10月7日閲覧。
6. ↑  総務省統計局 (2014年3月28日). “平成7年国勢調査の調査結果(e-Stat) - 男女別人口及び世帯数 －町丁・字等” (CSV). 2021年7月20日閲覧。
7. ↑  総務省統計局 (2014年5月30日). “平成12年国勢調査の調査結果(e-Stat) - 男女別人口及び世帯数 －町丁・字等” (CSV). 2021年7月20日閲覧。
8. ↑  総務省統計局 (2014年6月27日). “平成17年国勢調査の調査結果(e-Stat) - 男女別人口及び世帯数 －町丁・字等” (CSV). 2021年7月21日閲覧。
9. ↑  総務省統計局 (2012年1月20日). “平成22年国勢調査の調査結果(e-Stat) - 男女別人口及び世帯数 －町丁・字等” (CSV). 2021年7月21日閲覧。
10. ↑  総務省統計局 (2017年1月27日). “平成27年国勢調査の調査結果(e-Stat) - 男女別人口及び世帯数 －町丁・字等” (CSV). 2021年7月21日閲覧。
11. ↑  “市立小・中学校の通学区域一覧”.   名古屋市 (2018年11月10日). 2019年1月14日閲覧。
12. ↑  “平成29年度以降の愛知県公立高等学校（全日制課程）入学者選抜における通学区域並びに群及びグループ分け案について”.   愛知県教育委員会 (2015年2月16日). 2019年1月14日閲覧。
13. ↑  郵便番号簿 平成29年度版 - 日本郵便. 2019年01月06日閲覧 (PDF)

### 文献
1. 1 2  名古屋市北区役所市民室 1979, p. 68.